# Popis guvernera američkih saveznih država
██ Demokratski guverner
██ Narodno-demokratski guverner
██ Republikanski guverner
██ Nezavisni guverner
██ upražnjeno
Prikazan je popis trenutnih guvernera saveznih država i teritorija SAD. Trenutno ima 27 republikanska, 23 demokratskih i jedan nezavisni guverner. Osim toga, na povezanim i zavisnim teritorijama SAD dužnosti obavljaju četiri guvernera iz Demokratske stranke (od čega je guverner Portorika član Nove progresivne stranke), i jedan nezavisna guvernera. Također je naveden i guverner Distrikta Columbia, iz Demokratske stranke.

## Savezni guverneri
Trenutni mandat guvernera istječe u siječnju navedene godine za svaku saveznu državu osim Aljaske, Havaja i Kentuckyja, gdje mandati istječu u prosincu u godini izbora. Napomena posljednji mandat nakon godine označava da se trenutni guverner ne može kandidirati za guvernerske izbore u toj godini; a napomena umirovljenje označava,  da je trenutni guverner objavio namjeru da se ne kandidira na narednim izborima za guvernera nakon što mu istekne mandat ili nema namjeru da se kandidira za neku drugu funkciju.
██ Demokrat
██ Republikanac
██ nezavisni
| savezna država    | slika | trenutni/a guverner/ka | stranka       | ranije funkcije | početak mandata    | kraj mandata               | raniji guverneri |
| ----------------- | ----- | ---------------------- | ------------- | --- | ------------------ | -------------------------- | ---------------- |
| Alabama           |       | Kay Ivey               | Republikanska | Rizničarka Alabame, zamjenica guvernera Alabame                                                                       | 10. travnja 2017.  | 2027. (posljednji mandat)  | popis            |
| Aljaska           |       | Mike Dunleavy          | Republikanska | Senat Aljaske | 3. prosinca 2018.  | 2026. (posljednji mandat)  | popis            |
| Arizona           |       | Katie Hobbs            | Demokratska   | Senat države Arizona, Predstavnički dom države Arizona, Državni sekretar Arizona                                      | 2. siječnja 2023.  | 2027.                      | popis            |
| Arkansas          |       | Sarah Huckabee         | Republikanska | Tajnik za tisak Bijele kuće u službi predsjednik Donald Trump                                                         | 10. siječnja 2023. | 2027.                      | popis            |
| Colorado          |       | Jared Polis            | Demokratska   | Predstavnički dom SAD                                                                                                 | 8. siječnja 2019.  | 2027. (posljednji mandat)  | popis            |
| Connecticut       |       | Ned Lamont             | Demokratska   | izbornik Greenwicha                                                                                                   | 9. siječnja 2019.  | 2027.                      | popis            |
| Delaware          |       | John Carney            | Demokratska   | Kongresmen iz Delawarea, zamjenik guvernera Delawarea                                                                 | 17. siječnja 2017. | 2025. (posljednji mandat)  | popis            |
| Florida           |       | Ron DeSantis           | Republikanska | Predstavnički dom SAD, Poručnik u Mornarica Sjedinjenih Država                                                        | 8. siječnja 2019.  | 2027. (posljednji mandat)  | popis            |
| Georgia           |       | Brian Kemp             | Republikanska | Državni sekretar Georgia                                                                                              | 14. siječnja 2019. | 2027. (posljednji mandat)  | popis            |
| Havaji            |       | Josh Green             | Demokratska   | Zamjenik guvernera Havaja, Senat države Havaji, Predstavnički dom države Havaji                                       | 5. prosinca 2022.  | 2026.                      | popis            |
| Idaho             |       | Brad Little            | Republikanska | Zamjenik guvernera, Senat Idahoa                                                                                      | 7. siječnja 2019.  | 2023.                      | popis            |
| Illinois          |       | J. B. Pritzker         | Demokratska   | Predsjedavajući Komisije za ljudska prava Illinoisa                                                                   | 14. siječnja 2019. | 2027.                      | popis            |
| Indiana           |       | Eric Holcomb           | Republikanska | Zamjenik guvernera Indiane                                                                                            | 9. siječnja 2017.  | 2025. (posljednji mandat)  | popis            |
| Iowa              |       | Kim Reynolds           | Republikanska | Senat Iowe, zamjenik guvernera Iowe                                                                                   | 24. svibnja 2017.  | 2027.                      | popis            |
| Južna Dakota      |       | Kristi Noem            | Republikanska | Predstavnički dom SAD, Predstavnički dom države Južna Dakota                                                          | 5. siječnja 2019.  | 2027. (posljednji mandat)  | popis            |
| Južna Karolina    |       | Henry McMaster         | Republikanska | Zamjenik guvernera Južne Karoline, Državni tužitelj Južne Karoline                                                    | 24. siječnja 2017. | 2027. (posljednji mandat)  | popis            |
| Kalifornija       |       | Gavin Newsom           | Demokratska   | Zamjenik guvernera Kalifornija, gradonačelnik San Francisco                                                           | 7. siječnja 2019.  | 2027. (posljednji mandat)  | popis            |
| Kansas            |       | Laura Kelly            | Demokratska   | Senat države Kansas                                                                                                   | 14. siječnja 2019. | 2027. (posljednji mandat)  | popis            |
| Kentucky          |       | Andy Beshear           | Demokratska   | Državni tužitelj Kentucky                                                                                             | 10. prosinca 2019. | 2027. (posljednji mandat)  | popis            |
| Louisiana         |       | Jeff Landry            | Republikanska | Predstavnički dom SAD, Državni tužitelj Louisiana                                                                     | 8. siječnja 2024.  | 2028.                      | popis            |
| Maine             |       | Janet Mills            | Demokratska   | Državni tužitelj Maine, Predstavnički dom države Maine                                                                | 2. siječnja 2019.  | 2027. (posljednji mandat). | popis            |
| Maryland          |       | Wes Moore              | Demokratska   | Kapetan u Vojska Sjedinjenih Američkih Država                                                                         | 18. siječnja 2023. | 2027.                      | popis            |
| Massachusetts     |       | Maura Healey           | Demokratska   | Državni tužitelj Massachusetts                                                                                        | 5. siječnja 2023.  | 2027.                      | popis            |
| Michigan          |       | Gretchen Whitmer       | Demokratska   | Okrug Ingham Tužitelj, Čelnik manjine u Senatu Michigana, Zastupnički dom Michigana                                   | 1. siječnja 2019.  | 2027. (posljednji mandat)  | popis            |
| Minnesota         |       | Tim Walz               | Demokratska   | Predstavnički dom SAD, Zapovjedni narednik u Nacionalnoj gardi                                                        | 7. siječnja 2019.  | 2027                       | popis            |
| Mississippi       |       | Tate Reeves            | Republikanska | zamjenik guvernera Mississippija, Državni rizničar Mississippija                                                      | 14. siječnja 2020. | 2028. (posljednji mandat)  | popis            |
| Missouri          |       | Mike Parson            | Republikanska | Senat države Missourija, Predstavnički dom države Missourija, Narednik u Vojsci Američkih Sjedinjenih Država          | 1. lipnja 2018.    | 2025. (posljednji mandat)  | popis            |
| Montana           |       | Greg Gianforte         | Republikanska | Predstavnički dom SAD                                                                                                 | 4. siječnja 2021.  | 2025.                      | popis            |
| Nebraska          |       | Jim Pillen             | Republikanska | Upravni odbor Sveučilišta u Nebraski                                                                                  | 5. siječnja 2023.  | 2027.                      | popis            |
| Nevada            |       | Joe Lombardo           | Republikanska | Šerif okruga Clark, SAD Pričuva vojske, SAD Nacionalna garda vojske                                                   | 2. siječnja 2023.  | 2027.                      | popis            |
| New Hampshire     |       | Chris Sununu           | Republikanska | član izvršnog vijeća New Hampshirea                                                                                   | 5. siječnja 2017.  | 2025.                      | popis            |
| New Jersey        |       | Phil Murphy            | Demokratska   | Veleposlanik SAD-a u Njemačkoj                                                                                        | 16. siječnja 2018. | 2026. (posljednji mandat)  | popis            |
| New York          |       | Kathy Hochul           | Demokratska   | zamjenik guvernera New Yorka, Predstavnički dom SAD                                                                   | 24. kolovoza 2021. | 2026.                      | popis            |
| Novi Meksiko      |       | Michelle Lujan Grisham | Demokratska   | Predstavnički dom SAD, državni tajnik zdravstva Novi Meksiko                                                          | 1. siječnja 2019.  | 2027. (posljednji mandat)  | popis            |
| Ohio              |       | Mike DeWine            | Republikanska | Senat Sjedinjenih Američkih Država, Državni tužitelj Ohio, Senat države Ohio, Senat Sjedinjenih Američkih Država      | 14. siječnja 2019. | 2027. (posljednji mandat)  | popis            |
| Oklahoma          |       | Kevin Stitt            | Republikanska | bez prethodnog iskustva u državnoj službi                                                                             | 14. siječnja 2019. | 2027. (posljednji mandat)  | popis            |
| Oregon            |       | Tina Kotek             | Demokratska   | Predstavnički dom države Oregon, Predsjednica Oregon House                                                            | 9. siječnja 2023.  | 2027. (posljednji mandat)  | popis            |
| Pennsylvania      |       | Josh Shapiro           | Demokratska   | Državni tužitelj Pennsylvanije, Predstavnički dom države Pennsylvanije                                                | 17. siječnja 2023. | 2027.                      | popis            |
| Rhode Island      |       | Dan McKee              | Demokratska   | Zamjenik guvernera Rhode Islanda, gradonačelnik Cumberland                                                            | 2. ožujka 2021.    | 2027.                      | popis            |
| Sjeverna Dakota   |       | Doug Burgum            | Republikanska | bez prethodnog iskustva                                                                                               | 15. prosinca 2016. | 2024.                      | popis            |
| Sjeverna Karolina |       | Roy Cooper             | Demokratska   | Državni pravobranitelj Sjeverne Karoline, vođa većine u Senatu Sjeverne Karoline, Predstavnički dom Sjeverne Karoline | 1. siječnja 2017.  | 2025.(posljednji mandat)   | popis            |
| Tennessee         |       | Bill Lee               | Republikanska | bez prethodnog iskustva                                                                                               | 19. siječnja 2019. | 2027. (posljednji mandat)  | popis            |
| Texas             |       | Greg Abbott            | Republikanska | Državni pravobranitelj Texasa, Sudac Vrhovnog suda Texasa                                                             | 20. siječnja 2015. | 2027.                      | popis            |
| Utah              |       | Spencer Cox            | Republikanska | zamjenica guvernera Utaha, Predstavnički dom države Utaha, gradonačelnik Fairview                                     | 4. siječnja 2021.  | 2025.                      | popis            |
| Vermont           |       | Phil Scott             | Republikanska | zamjenik guvernera Vermonta                                                                                           | 5. siječnja 2017.  | 2025.                      | popis            |
| Virginia          |       | Glenn Youngkin         | Republikanska | bez prethodnog iskustva                                                                                               | 15. siječnja 2022. | 2026. (posljednji mandat)  | popis            |
| Washington        |       | Jay Inslee             | Demokratska   | Predstavnički dom SAD, Predstavnički dom države Washingtona                                                           | 16. siječnja 2013. | 2025.                      | popis            |
| Wisconsin         |       | Tony Evers             | Demokratska   | Ministar obrazovanja Wisconsina                                                                                       | 7. siječnja 2019.  | 2027.                      | popis            |
| Wyoming           |       | Mark Gordon            | Republikanska | Državni rizničar | 7. siječnja 2019.  | 2027. (posljednji mandat)  | popis            |
| Zapadna Virginia  |       | Jim Justice            | Republikanska | bez prethodnog iskustva u državnoj službi                                                                             | 16. siječnja 2017. | 2025. (posljednji mandat)  | popis            |

## Otočni teritoriji Sjedinjenih Američkih Država i distrikt Kolumbiju
Slijedi popis guvernera i drugih izvršnih organa za svaki teritorij i distrikt Kolumbiju:
██ Demokrat
██ Republikanac
██ nezavisni
| teritorija                | slika | trenutni guverner   | stranka                            | ranije funkcije | početak mandata   | kraj mandata              | raniji guverneri |
| ------------------------- | ----- | ------------------- | ---------------------------------- | --- | ----------------- | ------------------------- | ---------------- |
| Američka Samoa            |       | Lemanu Peleti Mauga | Demokratska                        | zamjenica guvernera Američke Samoe, Senat države Američke Samoe, Bojnik u vojsci Sjedinjenih Država                                                         | 3. siječnja 2021. | 2025.                     | popis            |
| District of Columbia*     |       | Muriel Bowser       | Demokratska                        | članica vijeća Distrikta Columbia iz 4. okruga | 2. siječnja 2015. | 2027.                     | popis            |
| Djevičanska ostrva        |       | Albert Bryan        | Demokratska                        | Ministarstvo rada Djevičanskih otoka | 7. siječnja 2019. | 2027. (posljednji mandat) | popis            |
| Guam                      |       | Lou Leon Guerrero   | Demokratska                        | Zakonodavno tijelo Guama | 7. siječnja 2019. | 2027. (posljednji mandat) | popis            |
| Portoriko                 |       | Pedro Pierluisi     | Nova progresivna stranka Portorika | Predstavnički dom SAD, Tajništvo pravosuđa Portorika | 2. siječnja 2021. | 2025.                     | popis            |
| Sjeverni Marijanski otoci |       | Arnold Palacios     | nezavisni                          | zamjenica guvernera Sjevernih Marijanskih ostrva, Predsjednik Senata Sjevernih Marijanskih Otoka, predsjednik Zastupničkog doma Sjevernih Marijanskih Otoka | 9. siječnja 2023. | 2027.                     | popis            |

* Guverner Districta Columbia ima titulu "gradonačelnik".

## Vanjske poveznice
- Nacionalno udruženje guvernera